# 天方氏
天方氏（あまがたし）は、日本の武家の氏族である。本姓は藤原北家秀郷流首藤氏流。

## 歴史
遠江国山名郡天方（現静岡県周智郡森町向天方）より起きる。藤原北家秀郷流首藤氏流である。寛永系図によると、元々は首藤氏であったが、豊後守通秀が遠江国の天方城に住んでいたことから天方と称した。
戦国時代には、天方城の城主であった。代々天方城を支配していたが、今川臣天方三郎は永禄12年（1569年）5月に徳川氏に攻められて降参する。
元亀元年（1570年）10月には、城主天方山城守・天方通重はまた徳川家康に攻められ降参する。
徳川時代には、天方氏は旗本（のちに青山に改姓）や篠山青山藩士（篠山藩）、八幡青山藩士（郡上藩）にみられる。同時代に、福井県福井市大手が藩庁の福井藩士にもみられる。